# Yüklü, Yapraklı
Yüklü là một thị trấn thuộc huyện Yapraklı, tỉnh Çankırı, Thổ Nhĩ Kỳ. Dân số thời điểm năm 2010 là 588 người.